# جولیو رکه
 جولیو رکه (عبری: ג'וליו (יואל) רקח‎؛ زاده ۹ فوریهٔ ۱۹۰۹ درگذشته ۲۸ اوت ۱۹۶۵) یک دانشمند اهل ایتالیا بود.
وی همچنین برنده جوایزی همچون جایزه اسرائیل شده است.